# 高士佛羊耳蒜
（學名：Liparis somai），为蘭科羊耳蒜屬下的台灣特有種，生于水旁常绿阔叶林的树干上。分布於恆春半島一帶，在1912年時被相馬禎三郎採獲，1914年時由早田文藏命名，種小名somae即為「相馬」拉丁化而來。

## 扩展阅读
- 維基物種上的相關：高士佛羊耳蒜